# Кастрореале
Кастрореале (итал. Castroreale) — коммуна в Италии, располагается в регионе Сицилия, подчиняется административному центру Мессина.
Население составляет 2894 человека, плотность населения составляет 54 чел./км². Занимает площадь 54 км². Почтовый индекс — 98053. Телефонный код — 090.
Покровителем коммуны почитается святой Сильвестр, папа Римский. Праздник ежегодно празднуется 31 декабря.